# Gouvernement Lefèvre
Royaume de Belgique
Eyskens III Harmel
Le gouvernement Lefèvre-Spaak était une coalition de socialistes et sociaux-chrétiens. Il gouverna la Belgique du 25 avril 1961 au 24 mai 1965, avec, à sa tête, le Premier ministre Théo Lefèvre, Belge profondément unitaire et opposé au nationalisme flamand.

## Contexte
Le gouvernement Lefèvre se constitue dans un contexte particulier. La situation politique vient d’être agitée à la suite de la deuxième guerre scolaire, qui se clôture par la signature du Pacte scolaire le 20 novembre 1958. Cela a donc une incidence sur les partis politiques mais également sur le clivage catholique-laïc.
La Belgique fait également face à un accroissement des tensions communautaires. Les textes institutionnels sont dépassés ; la Constitution belge de 1830, rédigée dans un Etat unitaire majoritairement francophone, ne prend pas en considération les intérêts linguistiques et les spécificités des Régions. Cette situation n’est plus conforme à la réalité. La Région flamande devenue depuis lors démographiquement et économiquement puissante fait donc pression sur les autorités depuis le gouvernement Eyskens (précédent gouvernement).
Le contexte politique en Belgique en 1960 est également bousculé avec l’indépendance du Congo belge. À la suite de cela, le pouvoir exécutif adopte alors des mesures visant à établir un plan d’assainissement budgétaire, par la loi unique du 14 février 1961 qui sera à l’origine des grèves générales de 1960-1961. Ces grèves générales ont pris une tournure violente, principalement à Liège où il y aura plusieurs décès à la suite de l’opposition des grévistes et des forces publiques. Ces hostilités vont donc mener à la chute du gouvernement Gaston Eyskens III, le 27 mars 1961.

## Déclaration gouvernementale du Premier ministre
Le Premier ministre Théo Lefèvre fait sa déclaration gouvernementale face à la Chambre et au Sénat le 2 mai 1961. Il y précise les nombreux projets qu’il entend mener à bien.
Il évoque notamment le statut de la Belgique sur la scène internationale et sa volonté de participation accrue aux travaux des communautés européennes. Le Premier ministre entend entretenir des relations diplomatiques normales avec le Congo, état fraîchement indépendant à la suite des événements de 1960. Il affirme également la fidélité de la Belgique aux Nations unies.
Le gouvernement déclare également vouloir développer et renforcer une unité nationale commune en réglant en profondeur les relations entre Wallons et Flamands. Pour ce faire, les questions concernant le statut de Bruxelles et celles concernant la frontière linguistique devront être réglées.
La déclaration évoque aussi la situation économique du pays. Une envie profonde de retourner à une meilleure situation budgétaire est affirmée. Pour cela, le gouvernement préparera des réformes fiscales et financières adéquates. La lutte contre le chômage sera également au cœur de la politique du pays.
Une réforme constitutionnelle importante est également envisagée pour restructurer en profondeur le pouvoir exécutif. Les Chambres issues des prochaines élections seront donc constituantes.
On observe que le projet du Premier ministre est assez ambitieux : c’est pourquoi il a opté pour la coalition entre le PSC et le PSB lui offrant une large majorité parlementaire.

## Formation du gouvernement Lefèvre

### Élections

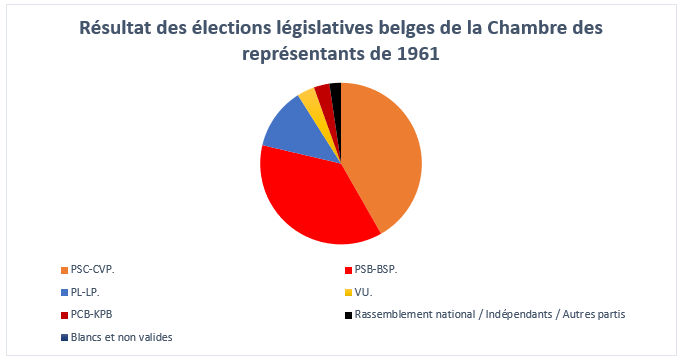

Les résultats des élections législatives de la Chambre des représentants de 1961 rapportent la majorité aux sociaux-chrétiens qui obtiennent 96 sièges, suivis du PSB et de ses 84 sièges. Le parti libéral se voit attribuer 20 sièges et le PCB et la VU remportent, quant à eux, 5 sièges chacun.

### Formation
Le social-chrétien Théo Lefèvre constitue un gouvernement avec les socialistes, reléguant les libéraux dans l'opposition.
Le gouvernement Lefèvre se retrouve vite au centre de rumeurs à propos du soupçon d'envie du formateur d’établir un remaniement gouvernemental axé sur la structure de ce dernier.
Lors de la rencontre des techniciens du PSB et du PSC, un consensus est constaté quant à l’envie des deux partis de baisser le nombre de départements ministériels à 10 ou 12, étant prévu que ces ministres, constituant une sorte de « super-cabinet », soient épaulés par onze à treize secrétaires d’État aussi appelés ministre sous-secrétaire d’État. Chaque ministre aurait été aidé par des secrétaires d’État, répartis différemment en fonction des portefeuilles ministériels de chacun, à l’exception du Premier ministre, du ministre de la Défense et du ministre de la Justice qui n’auraient pas été appuyés par des secrétaires d’État.

### Difficultés rencontrées
Cependant, certains parlementaires (qui furent, pour la plupart, ministres) ont refusé le poste de secrétaires d’État qui leur était proposé, mettant ainsi à mal la volonté de restructuration du Gouvernement fédéral. Ces refus viendraient notamment du mépris de certains anciens ministres à l’égard de l’appellation de secrétaires d’État que leur aurait valu ce poste. C’est la raison principale pour laquelle la composition définitive du gouvernement Lefèvre sera finalement assez opposée à ce consensus trouvé par les techniciens du PSB et du PSC puisque ce gouvernement sera composé de vingt ministres et d’un cabinet « intérieur », lui-même composé de dix membres.
De plus, à la suite des grèves assez violentes des centrales wallonnes de la FGTB, les électeurs de droite du PSC ne pouvaient tolérer une coalition avec le PSB. En réponse à cette alliance politique, près de 25 % des délégués wallons décidèrent de voter contre l’accord du gouvernement.

### Composition
| Ministère                                                                                          | Nom                                                                   | Parti           |
| -------------------------------------------------------------------------------------------------- | --------------------------------------------------------------------- | --------------- |
| Premier ministre                                                                                   | Théo Lefèvre                                                          | Social-chrétien |
| Vice-Premier ministre et ministre des affaires étrangères au 30-05-61:et ministre au Ruanda-Urundi | Paul-Henri Spaak                                                      | Socialiste      |
| Ministre de la justice                                                                             | Piet Vermeylen                                                        | Socialiste      |
| Ministre de la Défense nationale                                                                   | Paul-Willem Segers                                                    | Social-chrétien |
| Ministre des Finances                                                                              | André Dequae                                                          | Social-chrétien |
| Ministre de l'agriculture                                                                          | Charles Héger                                                         | Social-chrétien |
| Ministre des affaires économique et de l'énergie                                                   | Antoon Spinoy                                                         | Socialiste      |
| Ministre de la Prévoyance Sociale                                                                  | Edmond Leburton                                                       | Socialiste      |
| Ministre de l'intérieur et de la fonction publique                                                 | Arthur Gilson                                                         | Social-chrétien |
| Ministre des travaux publics                                                                       | Joseph-Jean Merlot remplacé au 5-11-62 par: Georges Bohy              | Socialiste      |
| Ministre du commerce extérieur et de l'assistance technique                                        | Maurice Brasseur remplacé ad interim au 14-4-65 par: Paul-Henri Spaak | Social-chrétien |
| Ministre de l'Éducation nationale et de la culture                                                 | Victor Larock remplacé au 31-7-63 par: Henri Janne                    | Socialiste      |
| Ministre adjoint aux affaires étrangères                                                           | Hendrik Fayat                                                         | Socialiste      |
| Ministre de l'Emploi et du travail                                                                 | Léon Servais                                                          | Social-chrétien |
| Ministre de la culture et adjoint à l'éducation nationale                                          | Renaat Van Elslande                                                   | Social-chrétien |
| Ministre de la Santé publique et de la famille                                                     | Josephus Custers                                                      | Social-chrétien |
| Ministre adjoint aux finances                                                                      | François Tielemans décédé, remplacé au 18-1-63 par: Henri Deruelles   | Socialiste      |
| Ministre des Communications                                                                        | Alfred Bertrand                                                       | Social-chrétien |
| Ministre des Classes Moyennes                                                                      | Alfred De Clerck                                                      | Social-chrétien |
| Ministre des P.T.T.                                                                                | Marcel Busieau remplacé au 18-1-63 par: Édouard Anseele (fils)        | Socialiste      |

## Projets menés

### La frontière linguistique
C'est sous le gouvernement Lefèvre que sera fixée la frontière linguistique, conduisant à vouloir homogénéiser linguistiquement les provinces et ce en mettant notamment fin au recensement linguistique via une loi en 1961. Dès lors, celui-ci ne pouvait plus définir le statut linguistique de chaque commune.
La polémique autour de la commune des Fourons commence à cette époque, certains voulant qu'elle soit rattachée au Limbourg, d'autres qu'elle reste au sein de la province de Liège. Une consultation populaire organisée dans les Fourons indique qu'une large majorité des habitants souhaite rester au sein de la province de Liège, malgré la possibilité d'introduire des facilités linguistiques. Le mouvement flamand et le mouvement wallon commencent à s'opposer sur la question en organisant de grandes manifestations. Finalement, la frontière linguistique est adoptée le 31 octobre 1962 ; les Fourons font partie des communes qui changent de province.
La loi instaurant la frontière linguistique (aussi appelée Loi Gilson de 1962) est promulguée le 8 novembre 1962 mais celle-ci n’entrera en vigueur que le 1er septembre 1963. Le gouvernement souhaitait que cette législation entre en vigueur au même moment de l'entrée en vigueur de la loi portant sur le statut de Bruxelles et de ses communes périphériques qu’il restait encore à déterminer.

### Crise gouvernementale de 1963
À la suite des premières législations passées au sujet de la question linguistique qui ont révélé des tensions linguistiques importantes au sein même des partis (notamment au sujet de la commune des Fourons), le gouvernement mis en place la commission de contact PSC-PSB. ayant pour but d’analyser les nouveaux projets linguistiques du gouvernement. Ce fut un échec puisque même au sein de cette Commission, les tensions s’accentuèrent.
Le gouvernement prit donc la décision d’assumer pleinement l’initiative de ces nouvelles législations (qui concernaient en partie le rattachement des 6 communes périphériques à un nouvel arrondissement administratif de Bruxelles-Capitale) après une trêve de dix jours durant laquelle Théo Lefèvre organisa plusieurs consultations avec les différents partis.
La résistance flamande se fit de plus en plus entendre, notamment au travers de différents journaux. Le gouvernement réfléchit donc à une solution de rechange mais délégua cette tâche à des instances extérieures. Dans les nouvelles dispositions, Bruxelles n’était pas rattaché à l’arrondissement administratif de Bruxelles-Capitale mais à celui de Hal-Vilvorde. Le côté flamand comme francophone du PSC. acceptèrent cette solution avec quelques réserves. Mais du côté chrétien, la solution de rechange fut rejetée car considérée comme moins bonne que la proposition gouvernementale initiale.
Le Premier ministre Théo Lefèvre présenta donc sa démission au roi le 2 juillet 1963. Le Roi ne rendit pas une réponse immédiate à ce sujet. Les réactions dans la presse furent nombreuses.
Après plusieurs consultations, le roi refusa la démission du gouvernement Lefèvre. Par la suite, les négociations de Val Duchesse eurent lieu, afin d’aboutir à une solution.

### Régime des communes à facilités
Finalement, le compromis de Val-Duchesse met en place des communes à facilités linguistiques dans la périphérie bruxelloise, mais impose l'usage du néerlandais dans les administrations et les entreprises flamandes ainsi que la construction d'écoles néerlandophones à Bruxelles. Loin d'apaiser les tensions communautaires, le compromis de Val-Duchesse ne calme pas les revendications du mouvement flamand et amène à la fondation du FDF en 1964 et de nombreux petits partis wallons.
Ce compromis marqua la fin d’une période de crise au sein du gouvernement qui aurait pu lui être fatale.

### Prémices des lois spéciales
Au vu des tensions linguistiques préexistantes, on commencera à réfléchir au sein de cette législature au système des lois spéciales. Le système de lois spéciales apparaîtra finalement avec la première réforme de l’Etat belge, en 1967 et introduira pour la première fois l’existence des différentes communauté et régions. Ces lois spéciales permettent de régler les questions sensibles d’un point de vue linguistique.

### Réforme fiscale
Cette réforme fiscale avait déjà été annoncée par les différents gouvernements depuis les années 50, et dernièrement par le gouvernement Eyskens. C’est donc, dans ce contexte, que Théo Lefèvre s’exprime devant les Chambres dans sa déclaration gouvernementale. Il prévoit une réforme financière qui a comme objectif principal de soutenir les marchés financiers et de mobiliser les ressources belges pour favoriser les investissements. Il veut moderniser la politique fiscale en remplaçant les instruments anciens par des nouveaux plus efficaces.
Le ministre des Finances, André Dequae, et son adjoint François Tielemans, sont chargés de travailler sur cette réforme et de reprendre les travaux détaillés des précédents gouvernements rédigés à cet égard. C’est lors de la session parlementaire de 1961-1962 que ce projet de loi est examiné, en même temps que les requêtes linguistiques. Ce projet vise plus précisément à augmenter les recettes par l’impôt indirect. Néanmoins, ce texte est contesté par l’opposition du PLP (le parti libéral) qui veut à tout prix amender ce projet. Pendant toute la procédure, il n’y aura pas d’accord entre les parlementaires sur le contenu précis du projet. Le scrutin final ne représentera d’ailleurs pas précisément l’ampleur des protestations. Finalement, la loi est tout de même adoptée en 1962.

## Dissolution du gouvernement Lefèvre
Un constat est clair : malgré les grosses tensions communautaires des années 1961-1962, le gouvernement s’est montré relativement uni jusqu’en 1965. Cette coalition gouverne jusqu’au 24 mai 1965, date de sa démission.
Les politiques audacieuses de Théo Lefèvre vont être sanctionnées par les élections parlementaires de 1965. C’est la première fois depuis 1946 que le parti social-chrétien (PSC) n’obtient pas la majorité en Flandre. Ces élections mèneront à une période de crise de 65 jours avant que le gouvernement Harmel ne soit formé. Les tensions communautaires sont loin d’être totalement réglées malgré les interventions du gouvernement en termes linguistiques. Ces tensions persistantes mèneront d’ailleurs à la première réforme de l’Etat en 1967.